# Ветшаный город

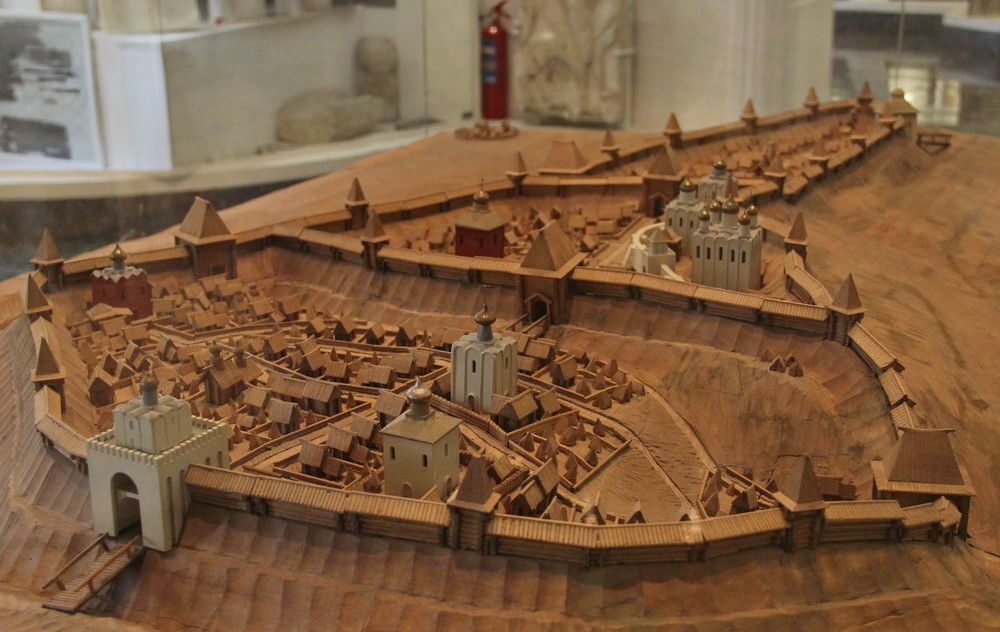
Макет древнего Владимира. На заднем плане Ветшаный город.

Ветшаный город — древний окольный город Владимира, примыкавший с северо-восточной стороны к Владимирскому кремлю и являвшийся торгово-ремесленной частью города. Находился на узком вытянутом плато в между Клязьмой с южной стороны и Лыбедью с северной и восточной сторон. Поскольку эта часть города была расположена ниже кремля (Печернего города) и Нового города и была таким образом более уязвима, историки считают, что она заселялась позже остальных, а её название (ветшаный означает старый, ветхий) связано скорее со старыми разваливающимися домами городской бедноты. Тем не менее, ряд летописей (Супрасльская летопись, Тверская летопись) намекают на то, что именно Ветшаный город был самой первоначальной частью города, основанный ещё Владимиром Святославичем в X веке.
Ветшаный город был окружён земляным валом с рубленой деревянной стеной на нём протяжённостью 2460 м. Его площадь составляла 33,6 га. Ветшаный город соединялся с Печерним городом Ивановскими воротами. С восточной стороны, откуда начиналась дорога на Боголюбово и Нижний Новгород, располагались Серебряные ворота, которые, вероятно, как и Золотые ворота Нового города, были белокаменными. Помимо них в Ветшаном городе имелось ещё не менее двух деревянных ворот, названия которых до нас не дошли. Одни из них выходили к Клязьме, другие — к Лыбеди. Располагались они в устьях оврагов, превращённых в крепостные рвы у подножия Печернего города. Укрепления Ветшаного города пришли в упадок после Батыева нашествия и более никогда не восстанавливались.